# جون هال كيلي
جون هال كيلي هو دبلوماسي ومحامي وسياسي كندي، ولد في 1 سبتمبر 1879 في كندا، وتوفي في 10 مارس 1941 في دبلن في جمهورية أيرلندا. حزبياً، نشط في حزب كيبيك الليبرالي. وقد انتخب عضو الجمعية الوطنية في كيبك ‏.